# Paranatinga (microregio)
Paranatinga is een van de 22 microregio's van de Braziliaanse deelstaat Mato Grosso. Zij ligt in de mesoregio Norte Mato-Grossense en grenst aan de mesoregio's Nordeste Mato-Grossense in het noordoosten en oosten, Sudeste Mato-Grossense in het zuiden en Centro-Sul Mato-Grossense in het zuidwesten en de microregio's Alto Teles Pires in het westen en Sinop in het noorden. De microregio heeft een oppervlakte van ca. 46.796 km². Midden 2004 werd het inwoneraantal geschat op 28.896.
Vier gemeenten behoren tot deze microregio:
- Gaúcha do Norte
- Nova Brasilândia
- Paranatinga
- Planalto da Serra

Mesoregio's: Centro-Sul Mato-Grossense · Nordeste Mato-Grossense · Norte Mato-Grossense · Sudeste Mato-Grossense · Sudoeste Mato-Grossense

Microregio's: Alta Floresta · Alto Araguaia · Alto Guaporé · Alto Pantanal · Alto Paraguai · Alto Teles Pires · Arinos · Aripuanã · Canarana · Colíder · Cuiabá · Jauru · Médio Araguaia · Norte Araguaia · Paranatinga · Parecis · Primavera do Leste · Rondonópolis · Rosário Oeste · Sinop · Tangará da Serra · Tesouro